# علي أباد (إسلام شهر)
علي أباد (بالفارسية: علی‌آباد) هي قرية تقع في قسم احمدآباد مستوفي الريفي (مقاطعة اسلام شهر) في إيران. يقدر عدد سكانها بـ 27 نسمة .